# Pseudococcus casuarinae
Pseudococcus casuarinae är en insektsart som först beskrevs av Takahashi 1939. 
Pseudococcus casuarinae ingår i släktet Pseudococcus och familjen ullsköldlöss. Inga underarter finns listade i Catalogue of Life.